# Lamberto de Ardres
Lamberto de Ardres (c. 1160-1227) fue un sacerdote y cronista medieval que escribió sobre el reino de Francia, desde las fronteras del Condado de Flandes entre 1194 y 1203. Es autor de la «Historia del Condado de Guînes» (Historia comitum Ghisnensium), obra iniciada en 1196 y que dejó inacabada en 1203. Es un escrito que alterna la historia, el folclore local y leyendas feudales. La obra incluye también una descripción contemporánea de una torre del homenaje. 
Lamberto fue sacerdote de la parroquia de Ardres. Tenía vínculos familiares con los condes de Guînes, algunas fuentes citan que Lambert sería bisnieto de Arnoul I de Ardres. Celebró la boda de su pariente, Arnould I con Béatrix III de Bourbourg.